# Rich Salz
Rich Salz je americký programátor. V současné době (únor 2016) pracuje jako hlavní inženýr ve společnosti Akamai Technologies.
Než se stal inženýrem v Akamai Technologies, pracoval jako technický vedoucí XML appliance products na IBM. Přišel do IBM, když byl hlavní bezpečnostní pracovník ve firmě DataPower. Firmu DataPower získala IBM v roce 2005.
Rich přispěl k hnutí Svobodný software. V roce 1986 vystřídal Johna P. Nelsona na pozici redaktor Usenet diskuzní skupiny pro volný zdrojový kód. Tato skupina byla primární distribuční médium pro vysoce kvalitní volně šiřitelný software, než byl internet přístupný veřejnosti. Salz na Usenetu šířil rané verze nástroje pro Unix patch, localtime, perl, cvs, elm a první volně šiřitelný tar program.